# Pachyneuron gibbiscuta
Pachyneuron gibbiscuta är en stekelart som beskrevs av Thomson 1878. Pachyneuron gibbiscuta ingår i släktet Pachyneuron och familjen puppglanssteklar.
Artens utbredningsområde är:
- Österrike.
- Tjeckien.
- Tyskland.
- Sverige.
- Turkiet.

Arten är reproducerande i Sverige. Inga underarter finns listade i Catalogue of Life.